# جون كانيلاريا
جون كانيلاريا (بالإنجليزية: John Candelaria)‏ هو لاعب كرة قاعدة أمريكي، ولد في 6 نوفمبر 1953 في بروكلين في الولايات المتحدة.

## وصلات خارجية
- جون كانيلاريا على موقعبيزبول رفرنس.كوم (الدوري الرئيسي) (الإنجليزية)
- جون كانيلاريا على موقعبيزبول رفرنس.كوم (الدوري الثانوي) (الإنجليزية)
- جون كانيلاريا على موقع مشجعي الرسوم البيانية (الإنجليزية)
- جون كانيلاريا على موقع إن إن دي بي (الإنجليزية)